# Jan Grosfeld
Jan Grosfeld (ur. 1 maja 1946 w Warszawie) – polski ekonomista, politolog, prof. dr hab. nauk humanistycznych o specjalności antropologia, emerytowany profesor Uniwersytetu Kardynała Stefana Wyszyńskiego. Uczestnik Drogi Neokatechumenalnej w Kościele katolickim, członek Komitetu Episkopatu Polski do Dialogu z Judaizmem. Autor wielu książek i artykułów o tematyce społeczno-religijnej.

## Życiorys
Pochodzi z zasymilowanej rodziny żydowskiej. Urodził się jako syn Leona i Olgi z d. Eichhorn, brat Ireny Grosfeld-Smolar. Przyjął chrzest w 1981.
W latach 1963–1968 studiował na Wydziale Ekonomii Politycznej Uniwersytetu Warszawskiego. W trakcie tzw. wydarzeń marcowych i rozpętanej kampanii antysemickiej został wyrzucony ze studiów, które ukończył eksternistycznie w 1969. W latach 1970–1984 był pracownikiem Spółdzielczego Instytutu Badawczego w Warszawie. W 1975 doktoryzował się z teorii ekonomii w Wyższej Szkole Ekonomicznej w Poznaniu, a w 1981 habilitował się w Szkole Głównej Planowania i Statystyki w Warszawie. W latach 1981–1987 był członkiem redakcji miesięcznika „Znak”, a w latach 1989–1995 miesięcznika „Powściągliwość i Praca”. W 1992 został członkiem Komitetu Episkopatu Polski ds. Dialogu z Judaizmem, w 1993 członkiem Polskiej Rady Chrześcijan i Żydów. W 1994 został profesorem w Akademii Teologii Katolickiej w Warszawie (obecnie Uniwersytet Kardynała Stefana Wyszyńskiego). Na początku 2012 roku otrzymał z rąk prezydenta RP tytuł profesora nauk humanistycznych. Do 2018 pracował w Instytucie Politologii tegoż uniwersytetu; kierował katedrą Teorii Polityki i Myśli Politycznej, a wcześniej katedrą Cywilizacji i Kultury Europejskiej oraz katedrą Współczesnej Myśli Społecznej Kościoła. Do emerytury w roku 2018 był redaktorem naczelnym czasopisma „Chrześcijaństwo-Świat-Polityka”, którego był założycielem.
Jego zainteresowania naukowe to ciągłość i zmienność w nauczaniu społecznym Kościoła, antropologia judeo-chrześcijańska, dialog chrześcijańsko-żydowski, żydowskie korzenie cywilizacji europejskiej. Od 1985 uczestniczy w Drodze neokatechumenalnej.
Żonaty z Barbarą z d. Szepczyńską.

## Książki
- Les coopératives et les changements agraires en Amérique Latine (1978)
- Znaczenie spółdzielczości w rozwoju społeczno-ekonomicznym Ameryki Łacińskiej (1981)
- Ponad ekonomią (wstęp i red. 1985)
- O pokusie zejścia z Krzyża (1986)
- Religia i ekonomia (wstęp i red. 1989)
- Krzyż i gwiazda Dawida (1999)
- Czekanie na Mesjasza (2003)
- Od lęku do nadziei: chrześcijanie, Żydzi, świat (2011)
- Zmagania początku tysiąclecia (red. wraz z Michałem Gieryczem) (2012)
- 50 lat później. Posoborowe dylematy współczesnego Kościoła (red. 2014)
- Dlaczego chrześcijanie potrzebują Żydów? (2017)

## Nagrody
- Wyróżnienie w kategorii publicystyka religijna na 23. Targach Wydawców Katolickich za książkę Dlaczego chrześcijanie potrzebują Żydów? (2017)[3]
- Nagroda im. Ks. Stanisława Musiała w Krakowie (2020)[4]
- Nagroda „Menora dialogu” w Poznaniu (2022)[5]